# 15091 Хауелл
15091 Хауелл (15091 Howell) — астероїд головного поясу, відкритий 9 лютого 1999 року.
Тіссеранів параметр щодо Юпітера — 3,169.